# Cásate conmigo (docurreality)
Cásate conmigo es un docurreality de Canal 13, transmitido los días miércoles a las 22:00. Fue conducido por Soledad Onetto en sus primeras temporadas, durante el 2007 y 2008, y en el 2009 será reemplazada por Diana Bolocco.
La serie sigue los preparativos de las bodas de diferentes novios y novias, desde los arriendos de trajes y compras, hasta la fiesta en la noche. Se han mostrado imágenes como las despedidas de solteros o solteras, o las fiestas y las conversaciones de los novios antes de casarse. El programa, como un juego, tiene un mini concurso; se les hacen preguntas a los novios, para ver cuánto conocen a su pareja, y pueden acceder a premios.
Un gran impacto causó el capítulo transmitido el día miércoles 19 de diciembre de 2007, ya que la novia que protagonizaba ese episodio fue informada, mientras se transmitía por Canal 13 su matrimonio, que sus padres, quienes habían participado activamente en el episodio, habían sido asesinados. Al finalizar el programa a las 00:00 horas de la noche, se informó en Telenoche la tragedia, la conductora, Soledad Onetto dijo sentirse muy consternada por lo ocurrido.